# Bătălia de la Quatre Bras
Bătălia de la Quatre Bras a fost o bătălie purtată pe 16 iunie 1815 între armata anglo-olandeză, condusă de Wellington, și aripa stângă a Armatei Nordului, condusă de Mareșalul Michel Ney. Scopul bătăliei a fost controlul intersecției cruciale a patru drumuri, din dreptul localității belgiene Quatre Bras. Deși, la începutul bătăliei, mareșalul francez se bucura de o superioritate numerică semnificativă, acesta a dat dovadă de o precauție necaracteristică, amânând atacul până după amiază, moment în care ducele de Wellington tocmai primise întăriri. Ney a reușit totuși să cucerească intersecția esențială, dar contraatacul anglo-aliat l-a împins pe pozițiile sale inițiale. Atunci când mareșalul a organizat un nou atac, a găsit poziția neapărată, întrucât Wellington începuse retragerea după ce a aflat de înfrângerea prusacilor la Ligny, înfrângere care punea toată armata anglo-aliată într-o poziție precară, riscând un atac în flanc din partea armatei franceze principale.

## Preludiu
Intersecția de la Quatre Bras era de importanță strategică, deoarece oricine ar fi controlat-o ar fi putut să mărșăluiască înspre sud-est de-a lungul drumului Nivelles-Namur către armatele franceze și prusace, care erau angajate în Bătălia de la Ligny. Dacă armata anglo-aliată a lui Wellington ar fi putut să facă joncțiunea cu prusacii, forța combinată ale celor două armate ar fi fost mai mare decât cea a lui Napoleon. Strategia lui Napoleon fusese să treacă granița în Belgia (pe atunci parte a Țărilor de Jos) fără să alerteze Coaliția și să se interpună între forțele acesteia, astfel încât să-i înfrângă pe prusaci pentru ca apoi să se ocupe de armata anglo-aliată. Deși comandanții coaliției aveau anumite informații în legătură cu manevrele dinainte de atac ale francezilor, strategia lui Napoleon s-a bucurat inițial de un mare succes.
| “                      | Dumnezeule, Napoleon m-a păcălit; a câștigat 24 de ore de marș asupra mea. | ” |
| — Ducele de Wellington |                                                                            |   |

Instrucțiunile lui Wellington la începutul campaniei s-au bazat faptul că orașul Bruxelles trebuia protejat împotriva unui atac al francezilor, însă Wellesley nu știa ce rută va fi urmată de către Napoleon, primind rapoarte (false) cum că o manevră de învăluire ar fi avut loc prin Mons. A auzit pentru prima dată de începerea ostilităților în jurul orei 15:00 pe 15 iunie de la prințul de Orania, confirmări ulterioare ale faptului că avanposturile Corpului I prusac, sub comanda locotenent-generalului Graf von Ziethen, erau atacate de către francezi la ora 04:30 la Thuin (lângă Charleroi), sosind în următoarele trei ore. Era ora 18:00 atunci când Wellington a pus la cale primele ordine prin care să-și concentreze armata. Cu toate acestea, era încă nesigur unde ar fi fost mai bine să-și adune forțele, ordonând ca armata sa să înainteze către prusaci abia după ce a aflat că frontul din apropiere de Mons era liber – aproape de miezul nopții.
Această întârziere de nouă ore l-a împiedicat pe Duce să își deplaseze armata într-o poziție din care i-ar fi putut oferi lui Gebhard von Blücher sprijinul de care avea nevoie (iar istoricul Peter Hofschröer spune că i-a promis acest lucru) pe 16 iunie în Bătălia de la Ligny.
Wellington nu a ordonat armatei sale nici să înainteze către Quatre Bras pe 16 iunie, încă suspectând o manevră de învăluire prin Mons. (A spus mai târziu că a făcut aceasta pentru a-și acoperi greșelile, deși ordinele emise și primite nu corespund acestei afirmații.) Totuși, cartierul general al prințului de Orania a decis să ignore ordinele lui Wellington de a regrupa forțele olandeze înăuntrul și în jurul orașului Nivelles, în loc de aceasta luând inițiativa de a apăra Quatre Bras, unde au primit ajutorul substanțial al trupelor din Braunschweig și Nassau.

Harta campaniei de la Waterloo

Planul original al lui Napoleon pentru 16 iunie era întemeiat pe presupunerea că forțele Coaliției, care fuseseră luate prin surprindere, nu vor încerca o concentrare înaintată a forțelor, care ar fi presupus un risc major din partea acestora; de aceea a intenționat să împingă avangarda chiar și până la Gembloux, cu scopul de a-l găsi și respinge pe Blücher. Pentru a sprijini această operațiune, rezerva se va îndrepta mai întâi la Fleurus pentru a-l întări pe Grouchy, în caz că avea nevoie de ajutor pentru a alunga trupele lui Blücher; însă, odată ce va ocupa Sombreffe, Napoleon va redirecționa rezervele înspre vest pentru a se alătura lui Ney, care ar fi trebuit până atunci să captureze Quatre Bras. Pentru a îndeplini acest obiectiv, Ney, căruia îi era atașat acum Corpul al III-lea de Cavalerie (Kellermann), trebuia să se maseze la Quatre Bras și să trimită avangarda la 10 kilometri (6 mile) nord de acel loc, o divizie la Marbais realizând legătura dintre el și Grouchy. Apoi, centrul împreună cu aripa stângă vor executa un marș de noapte către Bruxelles. Forțele Coaliției vor fi astfel separate iremediabil și tot ce va rămâne de făcut va fi distrugerea fiecăreia în parte. Napoleon aștepta acum informații suplimentare din partea comandanților săi de la Charleroi, unde a concentrat Corpul al VI-lea (Lobau), pentru a-l cruța, dacă era posibil, de un contramarș obositor, deoarece părea că nu va fi nevoie de acesta decât pentru marșul spre Bruxelles.
Pe 15 iunie, în timp ce Copul I prusac se retrăgea către Ligny, a apărut un pericol pentru forțele Coaliției: faptul că Ney va putea avansa prin Quatre Bras pentru a-și îndeplini misiunea fără să întâlnească aproape deloc opoziție. La cartierul general olandez de la Genappe (situat la aproape cinci kilometri (3 mile) de Quatre Bras), generalul-maior Rebecque, șeful de stat major al prințului de Orania, dându-și seama de pericol, i-a ordonat locotenent-generalului Hendrik, baron de Perponcher Sedlnitsky, comandantul celei de-a doua divizii olandeze, să-și trimită cea de-a doua brigadă (prințul Bernhard de Saxa-Weimar-Eisenach) pentru a ocupa Quatre Bras. Brigada, alcătuită din două regimente din Nassau, a ajuns la destinație pe la ora 14:00 în data de 15 iunie. Prințul Bernhard s-a dispus în fața primilor cercetași francezi, lăncieri ai diviziei de Cavalerie Ușoară a Gărzii Imperiale (Lefebvre-Desnouettes), în timp ce aceștia se apropiau de Quatre Bras. Lăncierii au fost opriți la Frasnes, după care Nassauerii s-au retras în pădurea Bossu, un petic dens de pădure de lângă Quatre Bras. Generalul Lefebvre-Desnouettes a cerut sprijinul infanteriei, însă deoarece se lăsa întunericul, iar infanteria sa era împrăștiată de-a lungul drumului Bruxelles-Charleroi, Ney a respins cererea și a decis să așeze tabăra pentru noapte, ca apoi să se apropie de Quatre Bras în forță a doua zi. Atunci când a început să se facă seară, pe 15 iunie, în loc să urmeze ordinele lui Wellington de a concentra Corpul I la Nivelles, Rebecque a ordonat primei brigăzi (Graaf van Bijlandt) a celei de-a doua divizii olandeze să întărească brigada a doua a prințului Bernhard.
Ney a petrecut dimineața zilei de 16 iunie cu masarea Corpurilor I și II și recunoașterea inamicului de la Quatre Bras, care, după cum fusese informat, fusese întărit. Însă până la prânz nu a întreprins nicio acțiune majoră pentru a captura intersecția, care se afla la îndemâna sa. Între timp, Grouchy a  raportat de la Fleurus că prusacii veneau dinspre Namur, dar se pare că Napoleon nu a acordat prea multă importanță acestui raport. Se afla încă la Charleroi atunci când, între 09:00 și 10:00, a primit vești suplimentare dinspre flancul stâng cum că forțe ostile considerabile erau vizibile la Quatre Bras. Împăratul i-a scris de îndată lui Ney, spunându-i că acelea nu puteau fi altceva decât o parte din trupele lui Wellington și că mareșalul trebuia să-și concentreze soldații pentru a zdrobi ce se afla în fața lor, adăugând că trebuia să trimită toate rapoartele la Fleurus. Apoi, lăsându-l provizoriu pe Lobau la Charleroi, Napoleon s-a grăbit să ajungă la Fleurus, unde a sosit în jurul orei 11:00.

## Quatre Bras și pădurea Bossu

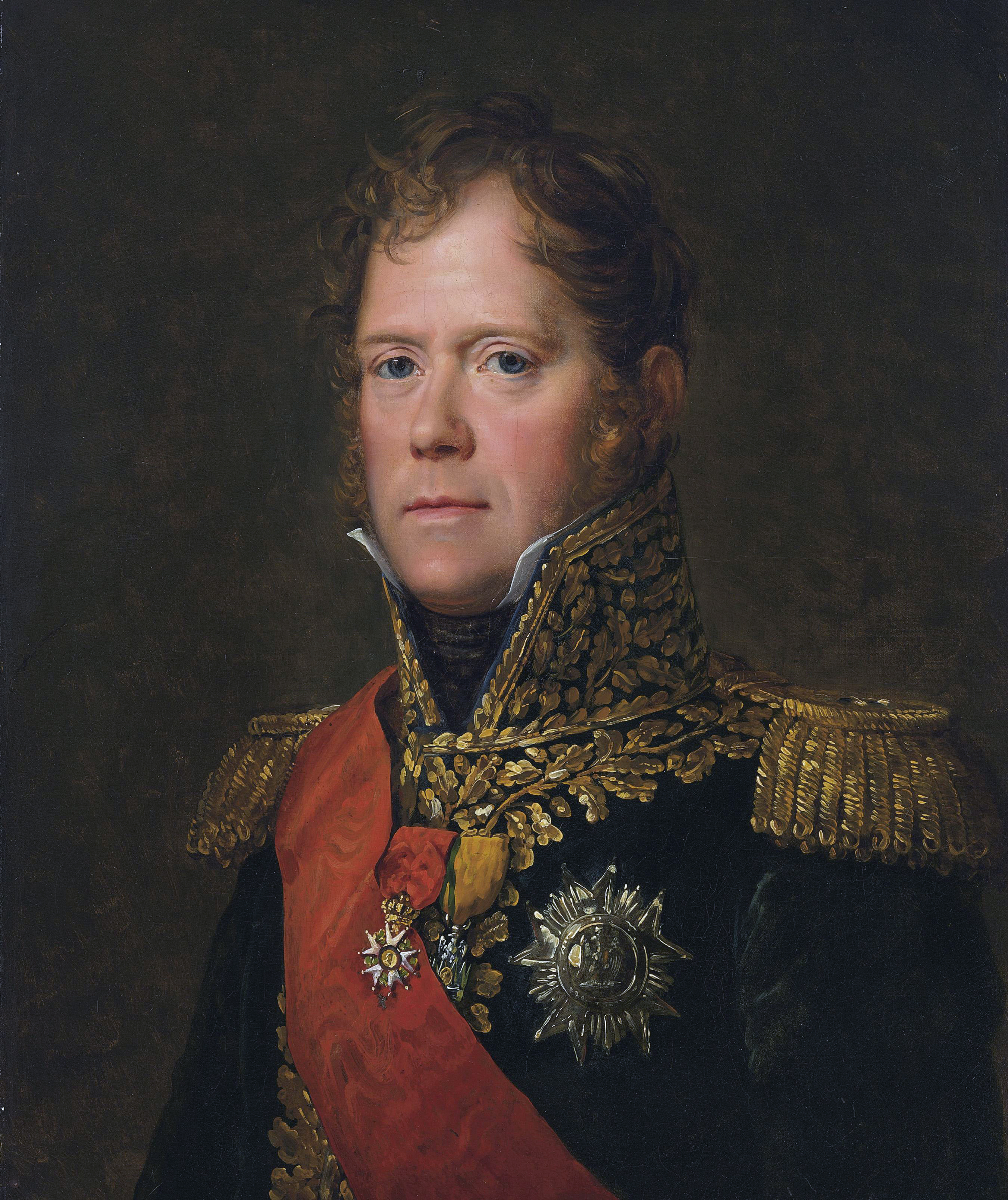
Mareșalul francez Ney

Quatre Bras era un sat foarte mic localizat în apropiere de importanta intersecție aflată pe drumul către Bruxelles. În acea perioadă, acesta avea numai trei-patru case. Mareșalul Ney a sosit la Quatre Bras în jurul orei 14:00. A recunoscut imediat importanța intersecției de lângă acest sat și pădurea Bossu. Era imposibil de mărșăluit pe drumul spre Bruxelles atâta timp cât inamicul se afla în pădure. Aceasta era alcătuită din copaci înalți și tufișuri dese, cărări largi facilitând mișcarea trupelor.
În apropiere se găsea Gemioncourt. Era o fermă mare cu turnuri înalte, grădini cu ziduri din piatră și livezi care ofereau o poziție excelentă de apărat. Gemioncourt reprezenta o fermă belgiană tipică pentru acele vremuri: era construită în majoritate din piatră, cu casa principală și clădirile anexe grupate în jurul unei curți centrale unde se putea intra numai printr-o poartă de lemn, astfel că din exteriorul fermei se puteau observa doar pereții groși exteriori, fără ferestre, și zidurile înalte. Adăugând la acestea și deschizăturile din pereți, o astfel de fermă devenea un bastion formidabil. Vizibilitatea era limitată pentru ambele părți, din cauza lanurilor înalte de secară, grâu și porumb. Malurile pârâului, înțesate de arbori, ofereau o poziție avantajoasă pentru trăgători.
Până atunci, se aflau puțini soldați pe câmpul de luptă. Avangarda (trupe din Nassau și Olanda), luptase împotriva câtorva francezi cu o seară înainte. Făcuseră aceasta din proprie inițiativă, alegând să nu urmeze ordinele lui Wellington de a se muta în întregime la Nivelles. Datorită lui Constant Rebecque și lui Bernhard de Saxa-Weimar, încercarea francezilor de a separa cele două armate aliate din Belgia aproape că fusese zădărnicită.

### Trupele prințului de Orania
Înălțimea Sa, prințul de Orania (1792-1849), comanda trupele olandeze. Deși avea numai 23 de ani, el era comandantul Corpul I, cel mai mare corp de armată din cadrul armatei aliate. Comanda i-a fost acordată din motive pur diplomatice. Până când Wellington a ajuns la Bruxelles în aprilie, prințul de Orania a fost comandantul-șef al forțelor aliate staționate în Olanda. Numai după presiuni și eforturi intense tatăl său, regele Olandei, a fost de acord ca Wellington să preia comanda supremă. Nimic mai prejos decât comanda Corpul I nu era acceptabil pentru el și fiul său.
Trupele olandeze din 1815 erau recruți noi, tipici, fără experiență în vreo campanie; ca și orice altă armată din această perioadă, erau prezenți în număr mare. În mod evident, batalioanele Jäger (ușoare) și de Linie cuprindeau soldați profesioniști, însă chiar și acestea aveau mulți oameni noi. Cei din miliție fuseseră înrolați, într-o modalitate sau alta, dar acest lucru nu înseamnă că posedau vreun fel de pregătire militară. Nu era o armată proastă, însă nici nu s-a distins foarte mult, cel puțin nu la începutul campaniei; dar și-a îndeplinit datoria.
La începutul Bătăliei de la Quatre Bras, prințul de Orania avea nouă-zece batalioane de infanterie și 16 tunuri:
- Bateria ecvestră a lui Bijleveld
  - cinci tunuri pe un mic deal
  - trei tunuri în ariergardă, lângă Quatre Bras
- Bateria pedestră lui Stevenart
  - șase tunuri între pădurea Bossu și Gemioncourt
  - două tunuri în apropiere de colțul de sud-vest al pădurii Bossu

Fusilier și carabinier din Batalionul 2 de Infanterie Ușoară Nassau

- toate trenurile de artilerie au fost retrase în spatele satului Quatre Bras
- Batalionul 27 Jäger olandez, sub comanda lui Grunebosch, era poziționat între fermele Gemioncourt și Pireaumont, păzind de asemenea și lacul Materne. O companie a fost trimisă în sprijinul artileriei.
- Batalionul 5 de Miliție olandez, comandat de Westernberg, se afla pe vârful unui deal, la nord-vest de Gemioncourt, o companie fiind detașată să apere ferma.
- Batalionul 2/Regimentul III de Infanterie din Nassau se găsea în interiorul și în spatele pădurii: două companii de-a lungul părții de sud a pădurii și două companii în rezervă la nord de pădure. „Lăncierii Roșii” francezi nu le-au permis să intre în formație în câmp deschis.
- Batalionul 2/Regimentul I de Infanterie din Nassau de-a lungul părții de est a pădurii
- Batalionul 1 de Infanterie Nassau-Orania de asemenea de-a lungul părții de est a pădurii
- Batalionul 8 de Miliție olandez tot de-a lungul părții de est a pădurii (și un mic detașament în Grand Pierrepont).
- Batalionul 2/Regimentul II de Infanterie din Nassau a fost ținut în rezervă.
- Batalionul 2 de Infanterie Nassau-Orania a fost de asemenea ținut în rezervă.
- Batalionul 7 de Miliție olandez a fost ținut în rezervă (însă curând i s-a ordonat să intre în pădure)
- Batalionul 7 de Linie belgian a sosit înainte de ora 15:00, a fost ținut în rezervă pentru o scurtă perioadă de timp, apoi i s-a ordonat să ocupe o poziție în interiorul pădurii.

### Trupele mareșalului Ney

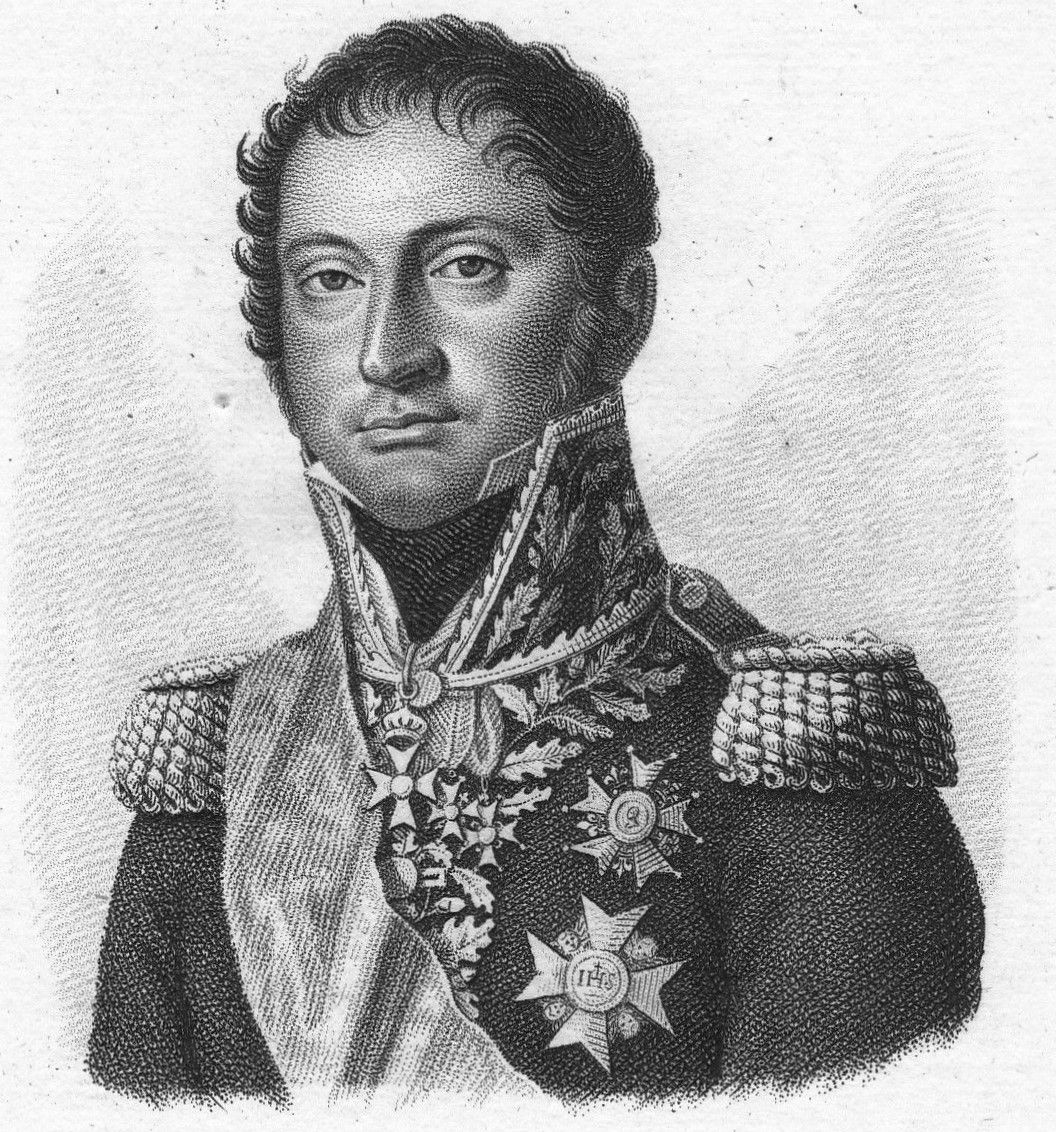
Generalul Reille

Mareșalul Ney dispunea de Corpul al II-lea de armată al lui Reille (diviziile de infanterie 5, 6, 9 și Divizia a 2-a de Cavalerie), precum și de Cavaleria Ușoară de elită a Gărzii, formată din Lăncieri și Vânători Călare. Contele Reille luptase împotriva trupelor lui Wellington și a gherilelor spaniole încă din 1810 până la sfârșitul Războiului peninsular. Relația sa cu mareșalul Soult era atât de încordată, încât Reille și-a abandonat postul în 1814.
- Divizia a 5-a de Infanterie sub comanda lui Bachelu (patru batalioane ale lui Husson, cinci ale lui Campi); baronul Bachelu era un general competent, care fusese antrenat ca genist. El era un republican sincer și nu regreta nimic din acțiunile sale. Primii zece ani ai serviciului militar i-a petrecut ca genist.
- Divizia a 9-a de Infanterie comandată de Foy (cinci batalioane ale lui Gauthier, șase ale lui Jamin); contele Maximilien Sébastien Foy era un comandant și ofițer de stat-major competent.
- Divizia a 6-a de Infanterie a lui Jérôme Bonaparte era încă pe drum; aceasta era cea mai puternică divizie de infanterie a armatei franceze în 1815. Prințul Jérôme, fratele cel mai mic al lui Napoleon, era în primul rând un om de societate și de abia apoi militar.
- Divizia a 2-a de Cavalerie sub Piré (opt escadroane de vânători călare ale lui Hubert, șapte de lăncieri ale lui Wathiez). Vânătorii erau poziționați în prima linie, pe când lăncierii se aflau în spatele infanteriei; contele Piré era un ofițer foarte experimentat și un cavalerist excelent. El a fost rănit la Borodino și s-a distins la Dresda, după care a fost promovat în gradul de general de divizie. Piré și-a comandat în mod formidabil divizia la Quatre Bras.[13]
- Divizia de Cavalerie Ușoară a Gărzii comandată de Lefebvre-Desnouettes (patru escadroane de Lăncieri Roșii ai Gărzii și patru de Vânători Călare ai Gărzii). La început, această unitate a fost ținută în rezervă în spatele infanteriei lui Bachelu și Foy. Odată ce au sosit cuirasierii, Cavaleria Gărzii s-a mutat pe flancul stâng.

## Primele confruntări
Lăncierii Roșii francezi s-au apropiat de Frasnes și au fost întâmpinați cu foc artilerie din partea unei baterii ecvestre olandeze și cu foc de muschetă din partea Batalionului 2 din Regimentul 2 de Infanterie Nassau. Lefebvre-Desnouettes știa că era inutil ca numai cavaleria să încerce să alunge trupe inamice dintr-un sat, așa că a cerut sprijinul infanteriei. Va dura ceva timp ca un batalion din divizia lui Bachelu să ajungă la periferia localității Frasnes. Între timp, escadronul 1/regimentul 1 al Lăncierilor din Gardă (era faimosul escadron de Elba, alcătuit din polonezi) s-a mutat în estul satului Frasnes și a avansat, apropiindu-se de Quatre Bras fără să întâlnească o rezistență serioasă. Din păcate, celelalte escadroane nu i-au putut urma pe polonezi din cauza focului de artilerie al bateriei olandeze. Patrulele acestora au fost de asemenea respinse de către cavaleria olandeză.
Măsurile preventive luate de căpitanul bateriei ecvestre, Bijleveld, împreună cu maiorul Normann, care comanda Batalionul 2 al regimentului Nassau, s-au dovedit decisive în oprirea francezilor. Imediat ce acesta a ajuns pe poziție, le-a ordonat oamenilor săi să încarce tunurile cu mitralii. Infanteria s-a grupat în linie de ambele părți ale bateriei. Toate tunurile au tras asupra lăncierilor francezi cu mitralii, care au omorât și rănit mai mulți oameni și cai. Aceștia s-au retras în sat și au trimis patrule. Au postat santinele, ceea ce au făcut și aliații, menținându-și poziția până în ziua următoare. Ney i-a scris lui Napoleon: „Trupele pe care le-am depistat la Frasnes nu au luptat la Gossieles... Mâine, la ivirea zorilor, voi trimite un detașament de recunoaștere la Quatre Bras care, dacă va fi posibil, va ocupa această poziție deoarece cred că trupele din Nassau s-au retras...”

### Schimburi de focuri de dimineață

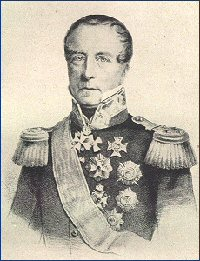
Generalul Perponcher Sedlnitsky

Dimineața, pe la ora 05:00, generalul Perponcher a înlocuit Batalionul 2 din Regimentul 3 de Infanterie Nassau cu Batalionul 27 Jäger. Trăgători au acoperit poteca de-a lungul părții de sud a pădurii Bossu. O baterie a fost poziționată pe un teren mai înalt. Două companii ale Batalionului 2 din Regimentul 2 Nassau au fost trimise în recunoaștere împreună cu 50 de husari prusaci silezieni sub comanda locotenentului Zehelin, care fuseseră separați de armata prusacă în luptele din ziua anterioară. Husarii s-au angajat în schimburi de focuri cu cavaleriști trimiși de către Lăncierii Roșii ai diviziei lui Lefebvre-Desnouettes.
Bateria lui Bijleveld a deschis focul asupra Lăncierilor Roșii. Lupta de cavalerie a fost de scurtă durată și ambele părți s-au retras după ce au suferit pierderi ușoare. La ora 07:00, un mic grup de soldați francezi a avansat înspre pozițiile inamice, însă a fost izgonit după un scurt schimb de focuri. Aceste câteva șarje de cavalerie au fost respinse cu pierderi de partea francezilor. Până atunci, aceștia nu își făcuseră apariția în număr mare; trupele care erau prezente deocamdată pe câmpul de bătălie erau, în afară de infanteria de linie, Vânătorii Călare ai Gărzii, Lăncierii Gărzii și artileria ecvestră a Gărzii.
O încercare din partea a două companii din Nassau de a avansa înspre Frasnes a fost de asemenea împiedicată. Artileria franceză ajunsese pe poziții și mari detașamente de trăgători făceau demonstrații de-a lungul frontului. La prânz, Batalionul 2 din Regimentul 3 Nassau l-a înlocuit pe cel din Regimentul 2, care a plecat să ia masa.
La ora 06:00 a sosit prințul de Orania și a inspectat trupele din prima linie. El a fost la conducere până când Wellington s-a întors de la întâlnirea sa cu Blücher. Prințul a văzut soldați francezi care strângeau provizii și își făceau focurile în apropiere iar în spatele lor, în holdele înalte de lângă Frasnes, se aflau lăncierii. Era o zi foarte caldă.

### Trupele lui Wellington și haosul de pe drum
Haosul se instalase la diferite puncte înguste din linia de marș a aliaților. Constant Rebecque a găsit o stare de confuzie pe drumul către Quatre Bras, deoarece diviziile lui von Alten și Chassee sosiseră în același timp. Zgomotul bătăliei putea fi auzit de multe trupe care se aflau pe drum. Șoseaua înspre Nivelles era blocată din cauza trenului de bagaje al Diviziei a 3-a britanice. Nimeni nu părea să se ocupe de controlul traficului. Haosul era atât de mare, încât majoritatea forțelor lui Wellington nu vor ajunge decât spre sfârșitul serii, atunci când bătălia se terminase.
Cavaleria despre care Wellington le spusese în mod sigur lui Blücher și Gneisenau că va fi la Nivelles la prânz se afla de fapt într-o locație necunoscută de nimeni la Quatre Bras, undeva între Enghien și Braine-le-Comte, prinsă în confuzia infernală care învăluise o mare parte din armata aliată. Ordinele lui Wellington aduseseră cavaleria de la Ninove la Enghien, unde a început să se piardă în mulțimea de unități de infanterie amestecate. Aglomerația era groaznică, chiar și după standardele modeste ale acelor vremuri.

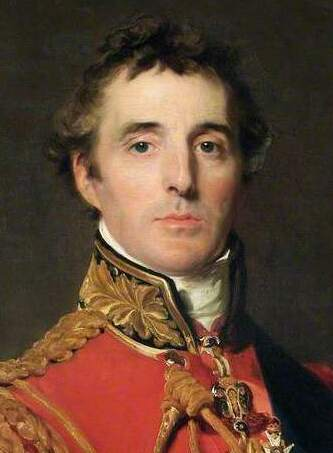
Arthur Wellesley, ducele de Wellington

Căpitanul Mercer din Artileria Regală Ecvestră relatează: „Regimentul 23 (Dragoni Ușori) a înaintat cu greu... Pe la prânz, după ce am trecut prin mult noroi și câteva pârâuri, nefiind siguri dacă ne îndreptam în direcția corectă, am ieșit pe un teren mai întins și uscat... Diferite coloane de cavalerie se uneau în același loc iar lângă zidul unui parc am găsit brigada lui Sir Vandeleur... Aici am descălecat de asemenea, pentru a aștepta sosirea maiorului McDonald... Toate corpurile, pe măsură ce ajungeau, am observat că urmau acest drum și apoi își continuau înaintarea ... așteptând o jumătate de oră și fără niciun indiciu că maiorul McDonald își va face apariția curând, am început să caut prin împrejurimi pe cineva care să ne ofere ceva informații, însă nu era prezent niciun ofițer de stat-major și nimeni altcineva nu știa vreun lucru cu privire la această problemă. Corp după corp sosea și trecea pe lângă noi, în general fără să se oprească, dar toți dând dovadă de ignoranță în legătură cu destinația... Sir Ormsby mi-a tăiat vorba cu o asprime complet inutilă: «Nu știu nimic despre dumneata! Nu știu nimic!» «Dar aveți amabilitatea să îmi spuneți încotro vă îndreptați dumneavoastră?» «Nu știu nimic despre asta, domnule! Ți-am spus deja că nu știu absolut nimic despre dumneata!»” Într-un final, bateria lui Mercer a ajuns la Braine-le-Comte. „Aici, ca și mai înainte, nu am putut obține nicio informație cu privire la marșul nostru, direcția sau scopul acestuia, lovindu-mă de o ignoranță totală...” Curând, bateria lui Mercer a început să se împrăștie printre dragoni și husari. „În momentul acela ne-a preluat maiorul McDonald, care, fără să facă vreo referire în legătură cu bivuacul de la Enghien, despre care probabil nici măcar nu aflase, mi-a ordonat să mă atașez brigăzii de Gardă...”
Între timp, Wellington a călărit până la Blücher. Ducele, vorbind o franceză fluentă, i-a întrebat pe acesta și pe Gneisenau: Que voulez-vous que je fasse? (Cum doriți ca eu să procedez?) Ofițerul prusac Müffling a îndeplinit funcția de translator al discuției. Planul lui Blücher era simplu; să dea bătălia, ajutat fiind de o forță semnificativă care va fi trimisă de către Wellington.

## Bătălia
La sosirea lui Ney, acesta a observat numai avanposturile alcătuite din germani și olandezi. El a remarcat către generalul Reille, comandantul Corpului al II-lea de Armată: „Nu se mai află aproape nimeni în pădurea Bossu, trebuie să o ocupăm imediat.” Pădurea Bossu era foarte importantă, însă atacul principal a fost direcționat la est de pădure, de-a lungul drumului către Quatre Bras. Mareșalul Ney a conchis că, odată cu atacul de-a lungul drumului, inamicul din pădurea Bossu va fi obligat să-și retragă liniile pentru a evita să fie învăluit.

### Atacul francez

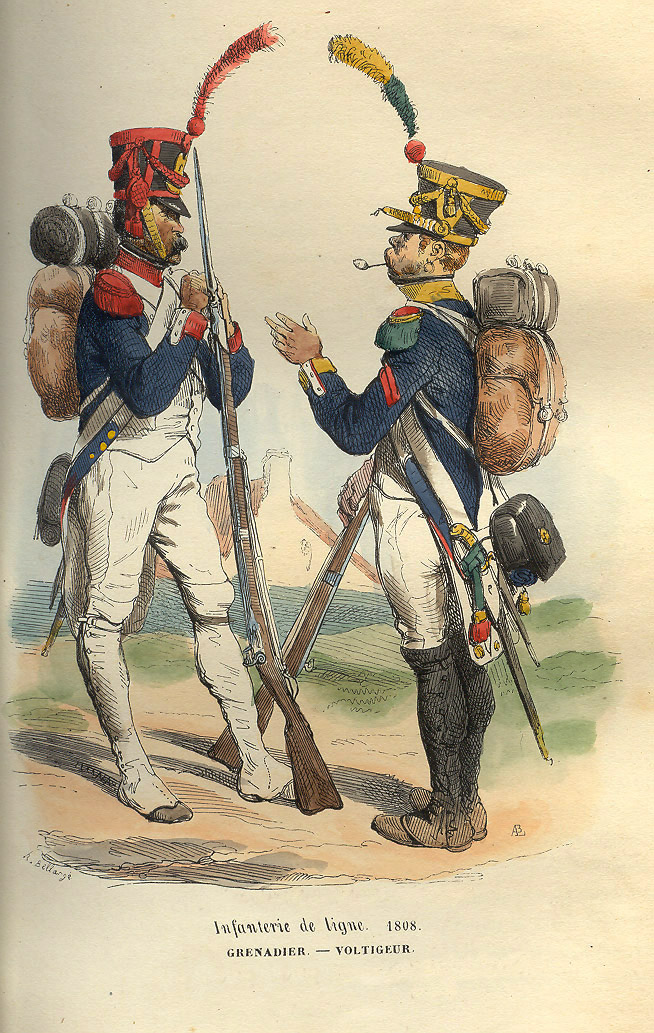
Grenadier și voltigeur din armata franceză

În jurul orei 14:00, francezii au înaintat în forță, iar avanposturile aliate s-au retras la Grand-Pierrepont. Artileria franceză a deschis focul, pe când coloanele de infanterie, precedate de trăgători, și-au început avansul. În timp ce divizia lui Bachelu a respins Batalionul 27 Jäger olandez înspre Gemioncourt, divizia lui Foy a înaintat împotriva centrului inamicului. Bateriile lui Bijleveld și Stevenart au suferit pierderi considerabile în materie de artileriști și cai.
Jumătate din divizia lui Foy (brigada lui Gauthier) a atacat partea de sud a pădurii Bossu, însă a fost oprită de către Batalionul 1 de Infanterie Nassau-Orania și Batalionul 8 de Miliție. Apoi, cele două batalioane au fost împinse înapoi 250 de metri în pădure din cauza unui nou atac francez (în timpul acestei bătălii, colonelul de Jongh al Batalionului 8 de Miliție olandez a fost rănit și i-a ordonat aghiotantului său să îl lege de șa pentru a rămâne împreună cu batalionul său).
Ducele Bernhard a condus voluntarii din Batalionul 2/Regimentul I de Infanterie din Nassau și două companii ale Batalionului 7 de Miliție într-un contraatac și i-a alungat pe francezi din pădure. Pe la ora 16:00 a ajuns divizia lui Jérôme Bonaparte. Mareșalul Ney i-a ordonat imediat acestei mari unități să ocupe pădurea Bossu. Nassauerii s-au retras în ordine destul de bună. Încă mai aveau în posesie partea nordică a pădurii și erau sprijiniți de focul trupelor olandeze ce apărau Gemioncourt. Între timp, divizia lui Foy s-a raliat pe drumul către Quatre Bras. Batalionul 5 de Miliție suferea pierderi din cauza obuzierelor franceze. Patru companii ale Batalionului 27 Jäger erau în curs de retragere atunci când Vânătorii lui Piré i-au atacat, cauzând multe victime și împrăștiind supraviețuitorii.

### Întăririle aliaților
Depășiți numeric și presați continuu, trupele olandeze sub Bijlandt și Nassauerii se găseau într-o situație foarte critică. Înainte de ora 15:30 a sosit brigada de cavalerie a lui van Merlen (Regimentul 5 Dragoni Ușori, Regimentul 6 Husari) cu două tunuri. Ambele regimente erau olandeze. Merlen era un general experimentat, totuși soldații săi erau epuizați. Caii fuseseră înșăuați din dimineața zilei anterioare și mărșăluiseră nouă ore pe timp de caniculă în acea zi.

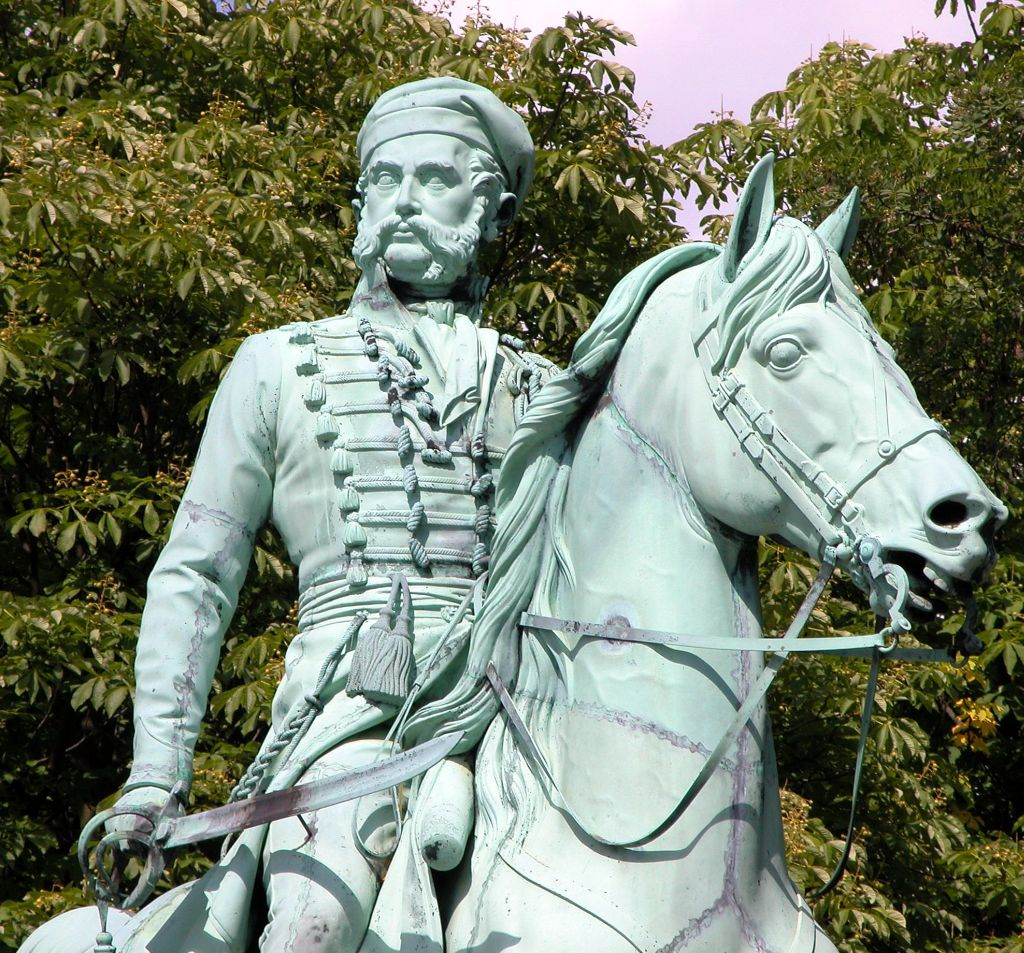
Statuia ecvestră a ducelui de Braunschweig

Curând după Merlen a ajuns și Divizia a 5-a britanică, comandată de Picton. Acesta și-a dispus trupele după cum urmează: brigada lui Kempt și o parte din brigada lui Pack în prima linie, brigada hanovriană a lui Best în a doua linie, bateria hanovriană pe flancul drept și cea britanică în partea stângă. Sir Thomas Picton era unul dintre cei mai agresivi generali britanici. Era respectat pentru curajul său și temut din cauza temperamentului său irascibil. În 1810, la cererea lui Wellington, a fost numit comandant de divizie în Spania. Până la sfârșitul Războiului peninsular, Picton a fost unul dintre principalii subordonați ai lui Wellington. Comandantul-șef, este adevărat, nu i-a acordat niciodată la fel multă încredere precum lui Beresford, Hill sau Craufurd. Cu toate acestea, meticulos și punctual în îndeplinirea unui sarcini bine definite, Picton nu avea superior în armată. Apoi au sosit câteva batalioane puternice de infanterie din Braunschweig împreună cu artilerie și cavalerie. Trupele din Braunschweig s-au postat între pădurea Bossu și drumul spre Charleroi. Ducele de Braunschweig a poziționat două companii ale batalionului din avangardă în pădure și batalionul Jäger într-un șanț de lângă Gemioncourt. Jägerii erau dispuși în grupuri de câte patru la intervale de șase pași.

### Olandezii resping cavaleria franceză și brigada lui Jamin

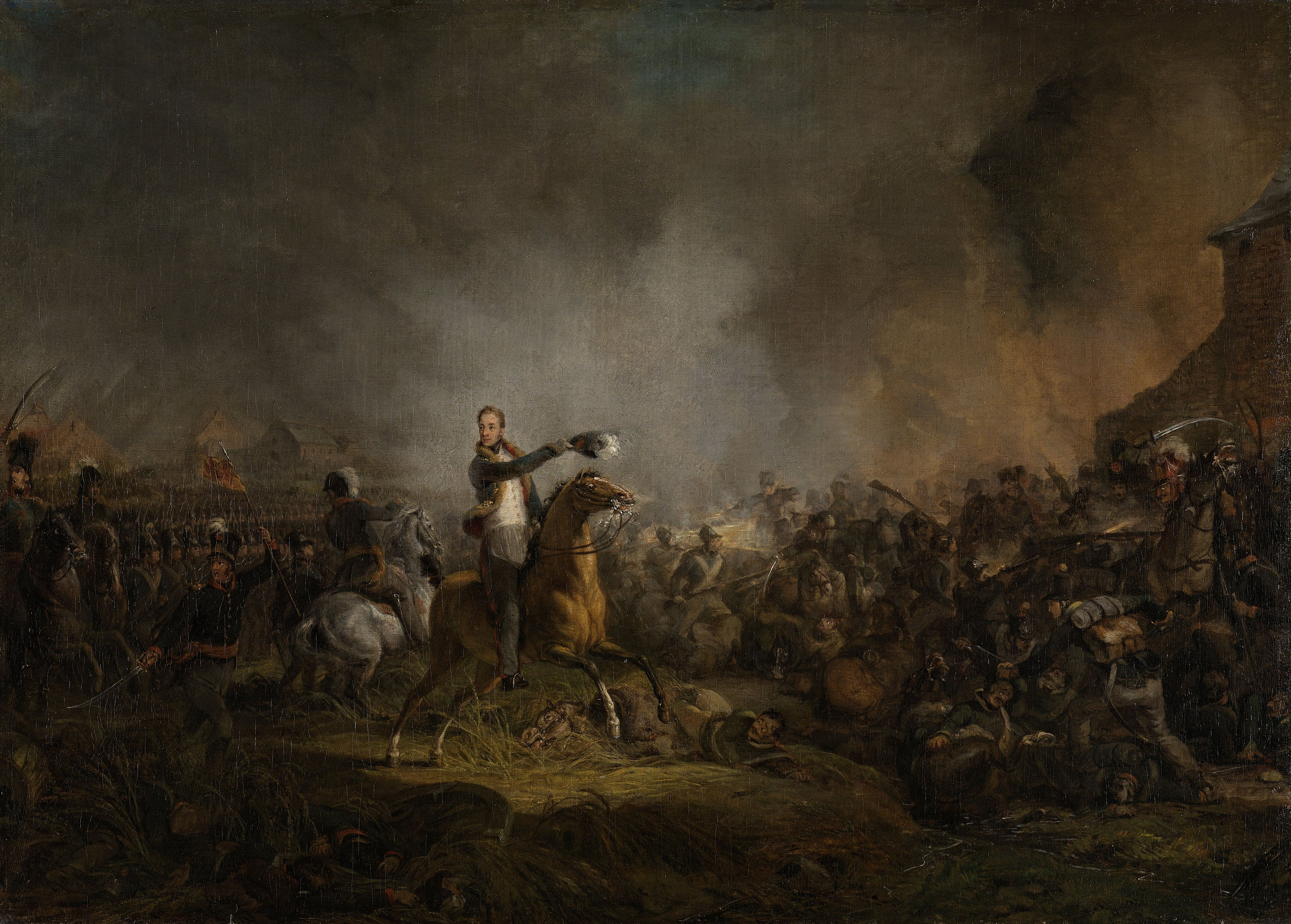
Prințul de Orania la Quatre Bras, pictură de Jan Willem Pieneman

Între timp, infanteria franceză a capturat Gemioncourt. Cu Batalionul 5 de Miliție dislocat, Regimentul 28 britanic s-a retras de asemenea, iar centrul aliat se afla într-un pericol iminent de prăbușire. În ciuda tuturor previziunilor, Batalionul 5 de Miliție olandez a reușit să păstreze nordul fermei Gemioncourt. Observând sosirea de noi întăriri, milițienii au atacat ferma la baionetă și au alungat trăgătorii francezi (din brigada lui Jamin, divizia lui Foy) de pe ziduri și câmp. Numai o mână de francezi au rezistat în interiorul fermei.
Mai multe companii de miliție s-au postat apoi la sud de Gemioncourt. Au fost șarjate de către Regimentul 6 Vânători Călare. Sprijinit de focul bateriei lui Bijleveld, Batalionul 5 de Miliție olandez a tras o salvă mortală de la mică distanță pentru a-i respinge pe francezi. Vânătorii s-au întors și au șarjat din nou. Și din nou au fost respinși. A treia șarjă de cavalerie a fost efectuată de către Regimentul 6 Lăncieri. Între timp, milițienilor li s-a alăturat prințul de Orania, care a început să-i încurajeze. Lăncierii au fost și ei respinși.
Câteva batalioane de infanterie franceză sub comanda lui Jamin au înaintat la est de Gemioncourt. Prințul de Orania a ordonat brigăzii de cavalerie a lui Merlen să șarjeze aceste forțe, pe când Batalionul 5 de Miliție olandez și Batalionul 27 Jäger trebuiau să atace din flanc. Cele două unități au atacat și au alungat infanteria franceză.

### Lăncierii francezi creează panică

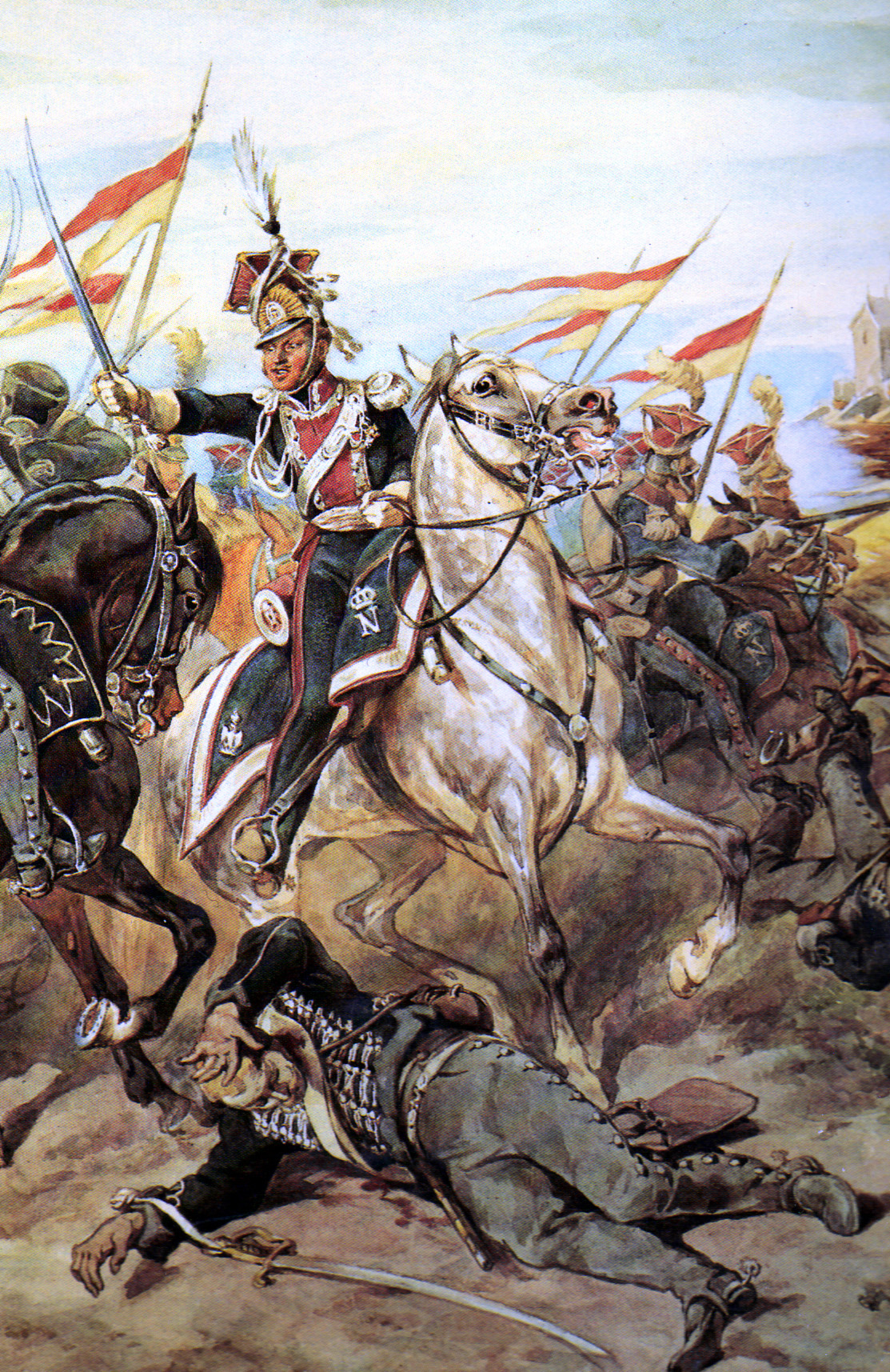
Lăncieri polonezi din cadrul armatei franceze

Brigada lui van Merlen a fost atacată de către Regimentele 5 Lăncieri și 1 Vânători Călare în timp ce încă se poziționa. Cavaleria olandeză a fugit cuprinsă de panică, cu francezii urmărind-o îndeaproape. Aghiotantul prințului de Orania, maiorul van Limburgh Stirum, a fost rănit grav. Lăncierii au înaintat până la bateriile lui Bijleveld și Stevenart, unde au omorât mulți tunari. Apoi au lovit Batalioanele 5 de Miliție și 27 Jäger, provocând numeroase pierderi. Prințul de Orania a fost antrenat în retragere, fiind însă salvat de viteza calului său. Acesta era și momentul în care Wellington se întorcea de la întâlnirea sa cu Blücher de la Brye, calul său ajutându-l de asemenea într-o situație la fel de precară.
Lăncierii au devenit dezordonați din cauza șarjei și astfel au fost respinși cu ușurință de salvele de muschetă trase de către Batalionul 2 Nassau-Orania și un batalion britanic. Cavaleria a început să se retragă încet. Între timp, Regimentul 5 Dragoni Ușori belgieni se lupta cu Regimentul 6 Vânători Călare. După o scurtă încleștare, belgienii s-au retras, însă francezii nu i-au urmărit. Scoțienii i-au confundat pe belgieni cu francezii și au tras. Williams notează: „Apoi a avut loc unul din acele tragice incidente ale războiului, în care oamenii mor din cauza erorii prietenilor. Văzând olandezii în albastru (husari) și verde (dragoni ușori) galopând sălbatic către intersecție și auzindu-i țipând în franceză, scoțienii din Regimentele 92 și 42 Highland de-a lungul drumului Namur i-au confundat cu francezii și li s-a ordonat să deschidă focul asupra lor. Mulți cai în special au căzut la pământ, deoarece prezentau cele mai mari ținte... Soldații lui Piré, ocolind calul rănit al lui Merlen, au ajuns în stânga intersecției sub focul bateriei lui Rogers, care trăgea cu mitralii și s-au retras, nefiind sprijiniți de infanterie sau artilerie ecvestră... Merlen a rămas să reflecteze cu tristețe la pierderile pe care unitatea sa le suferise și cu amărăciune din cauza faptului că majoritatea fuseseră provocate de aliații scoțieni decât de francezi.”

### Coloanele franceze sunt oprite de către infanteria britanică
Jägerii din Braunschweig dispuși în șanț își puseseră marile pălării pe tufișurile din fața lor. Acestea atrăgeau focul necontenit de muschetă al voltigeurilor francezi. Regimentul 95 Pușcași nu a reușit să recucerească satul apărat de infanteriștii lui Bachelu. Prințul de Orania a trimis mai multe companii ale Batalionului 27 Jäger pentru a-i asista pe britanici, însă limba s-a dovedit o barieră în calea cooperării utile. Sir Andrew a încercat să îi încurajeze pe olandezi să mărșăluiască înainte în linie cu oamenii săi, însă olandezii au încercat să explice că inamicii erau prea numeroși pentru a fi atacați frontal.

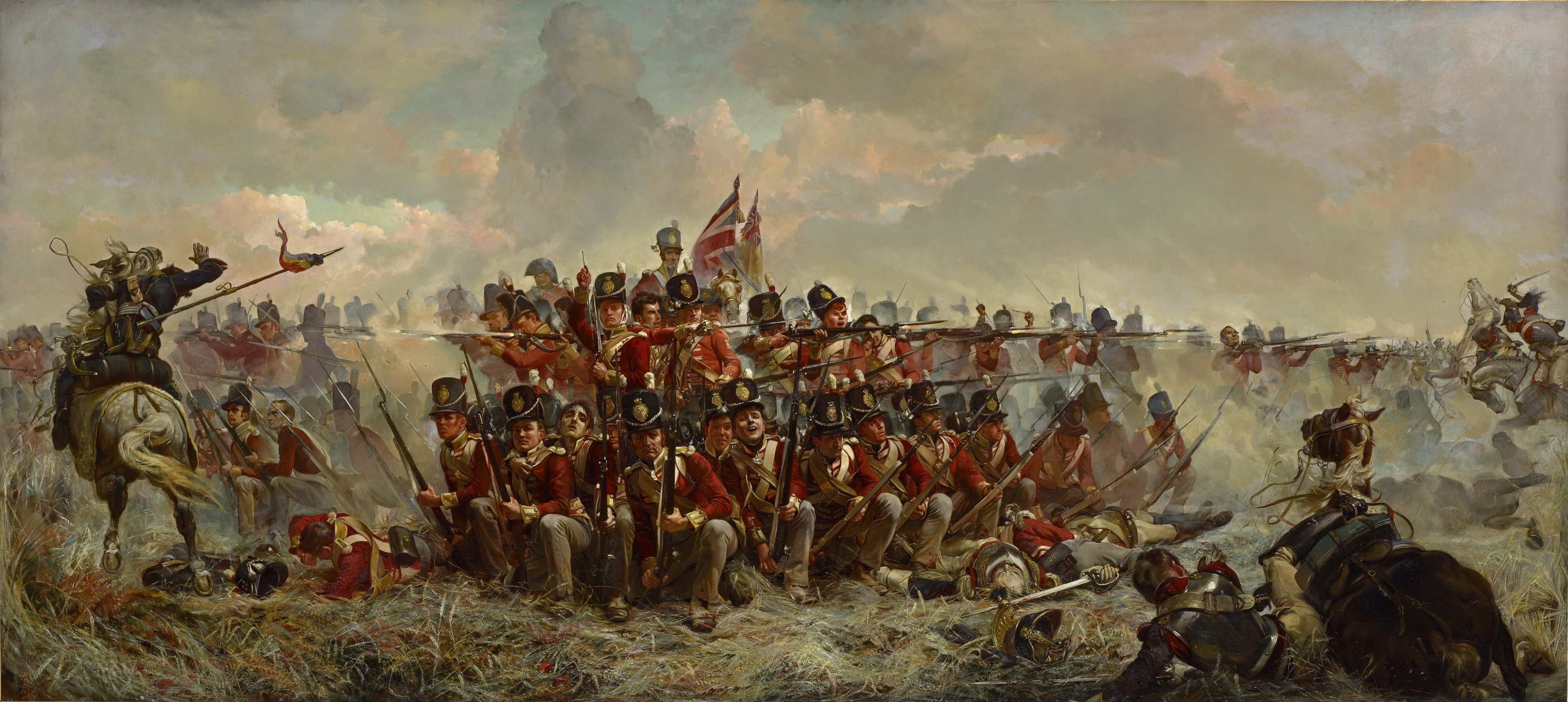
Regimentul 28 la Quatre Bras - (în jurul orei 17:00) - Elizabeth Thompson - (1875)

Francezii se aflau într-un lan înalt și nu erau vizibili oamenilor lui Sir Andrew. Acesta a insistat ca pușcașii săi să înainteze neînsoțiți, numai pentru a fi respinși pe dată de o salvă masivă. (Această problemă tipică a pornit de la inabilitatea mutuală a forțelor din cadrul armatei aliate poliglote de a se înțelege reciproc. Trupele britanice nu erau familiarizate cu terenul de la Quatre Bras. Olandezii, pe de altă parte, fuseseră pe acest teren și schimbaseră focuri intermitent cu francezii timp de aproape 24 de ore. Jägerii olandezi, neputând vorbi engleza, au încercat să indice prin gesturi situația în care se găseau. Unii soldați britanici au înțeles, pe când alții nu. Kincaid, de exemplu, a scris: „Jägerii olandezi erau un grup de recruți care nu mai fuseseră niciodată sub foc inamic; și nu puteau fi convinși să se alăture trăgătorilor noștri.” Ofițerii olandezi și mulți soldați, care serviseră în armata franceză în Germania, Spania și Rusia, își menținuseră pozițiile fără ajutor toată dimineața. Din asemenea comentarii nefondate, precum cel al lui Kincaid, s-a născut mitul britanic al „lașității” trupelor olandeze. Dacă ar fi fost într-adevăr lașe sau simpatetice lui Napoleon, ar fi fugit în seara anterioară sau și-ar fi trădat poziția în loc să facă ceea ce au făcut: să reziste singure împotriva forțelor franceze al căror număr creștea continuu, ignorând ordinele lui Wellington. Încercările lui Siborne de a imputa lașitatea trupelor olandeze era un mijloc de diversiune pentru a distrage atenția istoriei de la performanța ineptă a ofițerilor de stat-major britanici.)
Între timp, mareșalul Ney a ordonat diviziei lui Bachelu și unei jumătăți din divizia lui Foy să avanseze. Cinci baterii au fost postate între Gemioncourt și Pireaumont pentru a oferi sprijin. Wellington a poziționat șapte batalioane britanice la 500 de metri sud de Quatre Bras și patru batalioane hanovriene pe drumul Namur. Această forță puternică era completată de Regimentul 95 Pușcași și bateria lui Rogers. Regimentul 28 britanic a fost trimis pentru a întări trupele olandeze din Gemioncourt. Coloanele franceze au traversat pârâul și au fost întâmpinate cu salve puternice trase de către infanteria britanică și germană. Focul era copleșitor iar francezii s-au oprit. Apoi au fost atacați de Highlanderi și hanovrieni. Infanteria franceză s-a retras.

### Mișcarea de înaintare a lui Wellington eșuează

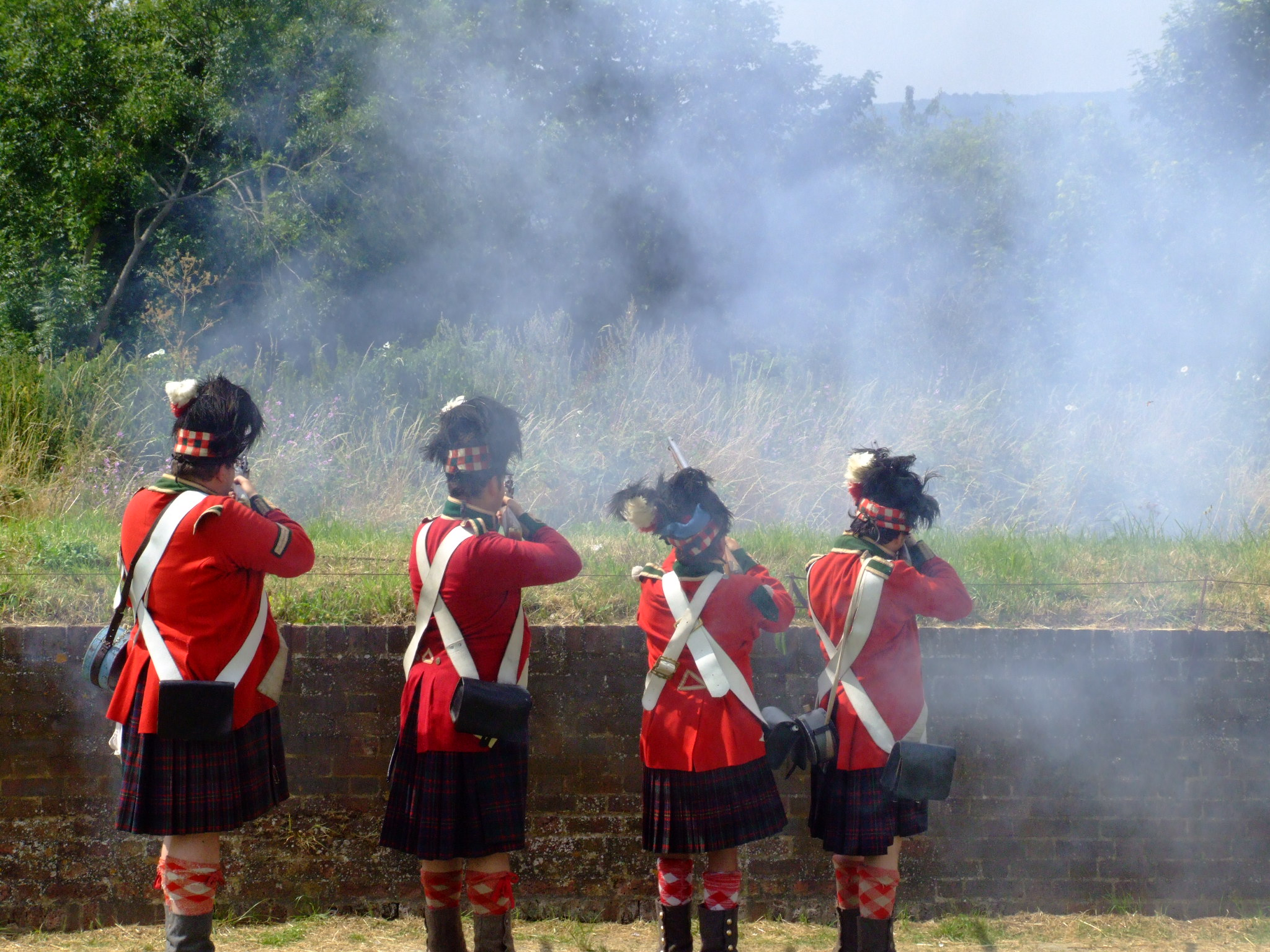
Reconstituire a uniformei soldaților dintr-un regiment de highlanderi

Infanteria aliată a fost oprită de către focul artileriei franceze, creându-se apoi confuzie din cauza șarjelor de cavalerie. Într-un final, aceasta a reușit să formeze careuri, ce au rezistat în fața cavaleriei franceze la început, însă careul Regimentului 42 a fost străpuns iar cel al Regimentului 44 aruncat în dezordine, având loc o luptă în încercarea a-i captura drapelul. Sergentul Anton din Regimentul 42 Highland: 
„Eram pregătiți și în linie... și ne-am grăbit înainte deși nu vedeam niciun inamic în față. Tulpinele de secară, asemănătoare cu papura care crește pe marginile unor mlaștini, se opuneau avansării noastre; vârfurile ne ajungeau până la berete și ne-am căznit să ne croim drum printre ele cât de repede am putut. Până când am ajuns la un câmp de trifoi de cealaltă parte, eram în mare parte împrăștiați; cu toate acestea, ne-am reunit în linie cât de repede ne-au permis timpul și înaintarea noastră rapidă. Trăgătorii belgieni s-au retras printre rândurile noastre și într-o clipă ne aflam față în față cu urmăritorii lor victorioși... Mareșalul Ney... a observat sălbaticul și nechibzuitul nostru zel și a ordonat unui regiment de lăncieri să ne atace. I-am văzut apropiindu-se de la distanță, în timp ce apăreau dintr-o pădure și i-am confundat cu soldati din Braunschweig ce avansau pentru a învălui infanteria [franceză] în retragere... se apropiau de flancul nostru drept, de unde erau extinși trăgătorii noștri și nu ne găseam deloc într-o formație potrivită pentru a respinge un atac... fără vreun moment de pregătire pentru a-i primi drept inamici; în afară de acela de a ne reîncărca muschetele... O ordonanță germană [KGL] de dragoni a galopat până la noi, exclamând «Franchee! Franchee!» și, executând o mișcare de întoarcere, a plecat. Am format instantaneu un careu de regrupare; fără timp de particularități: fiecare muschetă a soldaților era încărcată, iar inamicii noștri se apropiau cu viteză maximă; copitele cailor lor păreau că sfâșie pământul...  Bravul nostru colonel [Sir Robert Macara] a căzut acum, străpuns prin bărbie de glonțul care i-a ajuns până la creier. Căpitanul Menzies s-a prăbușit acoperit de răni... Grenadierii [din Regimentul 42 Highland], pe care îi comanda, au continuat să lupte pentru a-l salva sau măcar a-l răzbuna, însă au căzut sub lăncile inamicilor.”
Batalionul Verden nu a reușit să se retragă destul de rapid, așa că majoritatea soldaților au fost omorâți sau luați prizonieri. Wellington a raliat husarii din Braunschweig și, strângând rămășițele cavaleriei lui Merlen, s-a pregătit să înainteze și să astupe gaura. Însă înainte ca trupele să fie poziționate pentru a avansa, forțele superioare ale lui Piré au lovit, alungându-l chiar și pe Wellington însuși în spatele intersecției. Acesta, pentru a evita moartea sau capturarea umilitoare, a călărit până la Regimentul 92 Highlanderi. Strigând oamenilor să se lase în jos, a sărit cu calul peste capetele lor și s-a refugiat spatele acestora. Aproximativ două escadroane de Vânători Călare francezi au atacat batalionul Regimentului 92 Highland, însă fără succes.
Din cauza șarjelor cavaleriei franceze, mișcarea de înaintare a lui Wellington a eșuat. A fost obligat să îi ordone diviziei lui Picton să se retragă de pe pozițiile curente pentru a se adăposti pe pozițiile inițiale de-a lungul drumului Namur. Ducele de Saxa-Weimar a observat această scenă din pădurea Bossu și, în timp ce acesta apăra pădurea, inamicul a împins aripa stângă a aliaților (Picton) chiar până la Quatre Bras, cam în același moment fiind omorât și ducele de Braunschweig.

### Aliații suferă pierderi

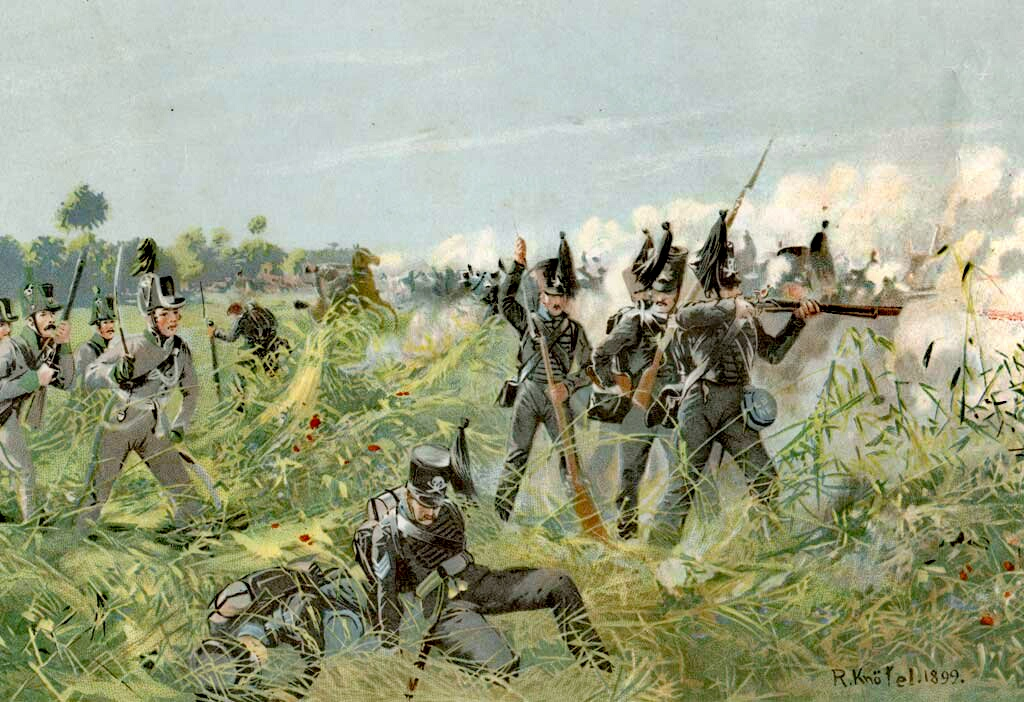
Soldati din Braunschweig în acțiune la Quatre Bras

Wellington i-a mutat pe Braunschweigeri mai aproape de Gemioncourt și s-a postat pe malul nordic al pârâului. Deoarece flancul aliaților era expus, Regimentele 42 și 44 ale lui Pack, care își reveniseră parțial după atacurile cavaleriei franceze, au înaintat puțin de-a lungul drumului. În stânga soldaților din Braunschweig, pe drumul Namur, se afla Batalionul Landwehr Luneburg, ce înlocuise Regimentul 92 Highlanderi. Regimentul 3 Linie a ocupat mai multe clădiri de pe drumul Quatre Bras, cu Regimentul 2 (Braunschweig) în dreapta sa și un batalion din Regimentul 92 în stânga, în șanțul de lângă drum.
Deoarece Braunschweigerii și câțiva scoțieni formau prima linie, aceștia sufereau pierderi din cauza focului de artilerie. Trăgătorii din divizia lui Foy înaintaseră printre tufișuri și de-a lungul pârâului. Alți pușcași trăgeau din flanc, din pădurea Bossu. Focul acestora era destul de enervant pentru aliați. Maiorului von Rauschenplat i-a fost smuls brațul de către o ghiulea iar maiorul von Cramm a fost rănit mortal. Infanteria din Braunschweig asupra căreia se trăgea s-a retras puțin, în timp ce escadronul acestora de ulani a atacat Regimentul 1 Ușor francez (din divizia lui Jérôme Bonaparte), dispus în careu. O salvă i-a alungat pe ulani în mare dezordine. Ducele de Braunschweig și calul său au fost loviți și au căzut lângă Batalionul de Gardă din Braunschweig. A fost salvat de către jägeri, care l-au cărat până la batalion, folosindu-și armele pe post de targă. A fost o rană fatală, glonțul muschetei zdrobind singura mână a ducelui, abdomenul și ficatul său. Maiorul Prostler din Batalionul de Gardă a încercat să își ralieze oamenii, însă două tunuri franceze trase de cai i-au măturat cu mitralii iar aceștia au rupt rândurile, fugind înapoi spre intersecție.

### Cu un avantaj de 2 la 1, Wellington decide să treacă la ofensivă
Înainte de ora 17:30 a sosit Divizia a 3-a britanică, alcătuită din trupe britanice și germane. Francezii erau depășiți numeric. Brigada hanovriană a lui Kielmansegge a fost trimisă către Pireaumont, pe când brigada lui Halkett s-a poziționat la vest de Quatre Bras. Maiorul Lloyd, cu patru tunuri de nouă livre, a avansat în stânga companiilor lui Rauschenplat. Ney a răspuns prin dispunerea a două baterii ecvestre din rezerva sa de cavalerie, care curând au scos din funcțiune două dintre tunurile lui Lloyd și au omorât numeroși cai ai bateriei. Rămășițele zdrobite ale bateriei lui Lloyd au ridicat antetrenurile și s-au retras.
Bateria ecvestră franceză a deschis focul cu mitralii asupra Regimentului 33 britanic din Yorkshire-West Riding. „Tunicile roșii” au rupt rândurile și au fugit în pădurea Bossu. Apoi, Ney a trimis trei batalioane (unul în linie și două în coloană), urmate de alte trei batalioane, între drum și pădurea Bossu, care acum se afla în mare parte în mâinile francezilor. Cinci batalioane comandate de Gauthier (din divizia lui Foy) au înaintat de-a lungul drumului Charleroi, cu cavaleria ușoară a lui Piré în ariergardă.

Hartă a bătăliilor de la Ligny și Quatre Bras, care prezintă drumul dus-întors efectuat de Corpul I al lui d'Erlon

Un ofițer prusac, căpitanul von Wussow, a ajuns la Quatre Bras. Acesta purta un mesaj duplicat de la Blücher (primul curier, maiorul von Winterfeld, fusese împușcat de trăgătorii lui Bachelu). Wussow călărise prin focul de muschetă al inamicilor, însă a reușit să sosească la trupele engleze de la Quatre Bras neatins. Acolo l-a găsit pe ducele de Wellington în picioare, ținându-și luneta și urmărind atacul și mișcările inamicului.
Între timp, Împăratul se gândise că Ney s-ar putea să nu reușească în ducerea la îndeplinire a mișcării de învăluire de la Quatre Bras și că în schimb se angajase într-o luptă indecisă cu Wellington, având ca rezultat faptul că Corpul de armată al lui d'Erlon nu va ajunge să îl sprijine la timp. Însă Napoleon a considerat că Ney ar trebui să fie capabil să îndeplinească misiunea principală, aceea de a-l împiedica pe Wellington să facă joncțiunea cu Blücher chiar și fără Corpul lui d'Erlon (Ney nu a lăsat intenționat Corpul I al lui d'Erlon în urmă).
Ney a rămas fără cuvinte, surprins și alarmat atunci când Delcambre l-a informat că, în conformitate cu un ordin de la Napoleon, Corpul lui d'Erlon mărșăluia spre Saint Amand pentru a ataca prusacii la Ligny. Mareșalul trebuia să rețină o armată cu trei divizii măcinate de luptă. Ney a decis să contramandeze ordinul lui Napoleon către d'Erlon. Între timp, contele d'Erlon se mutase de pe drumul înalt dintre Gosselies și Frasnes pe drumul roman ce ducea spre Wagnele iar avangarda sa tocmai putea vedea câmpul de bătălie, când a primit contraordinele de la mareșalul Ney (au existat multe dezbateri cu privire la ce s-ar fi întâmplat dacă Corpul I al lui d'Erlon ar fi participat ori la bătălia de la Ligny, ori la cea de la Quatre Bras).

### Batalionul Luneburg capturează Pireaumont
Din cauza focului intens de artilerie, trupelor hanvovriene li s-a ordonat să adăpostească la pământ. Ambele părți s-au angajat acum într-un bombardament puternic iar francezii au încercat de mai multe ori să forțeze flancul stâng al aliaților, alcătuit din divizia generalului Charles Alten (un batalion englez și două companii de jägeri din Braunschweig, singurele trupe care până acum fuseseră capabile să opună rezistență în acea parte). Tocmai fuseseră atacate cu atâta forță, încât fuseseră alungate din satul Pireaumont și împinse înapoi atât de departe, încât pușcașii inamici puteau trage asupra capului coloanei primei brigăzi hanovriene, care se afla pe drum.

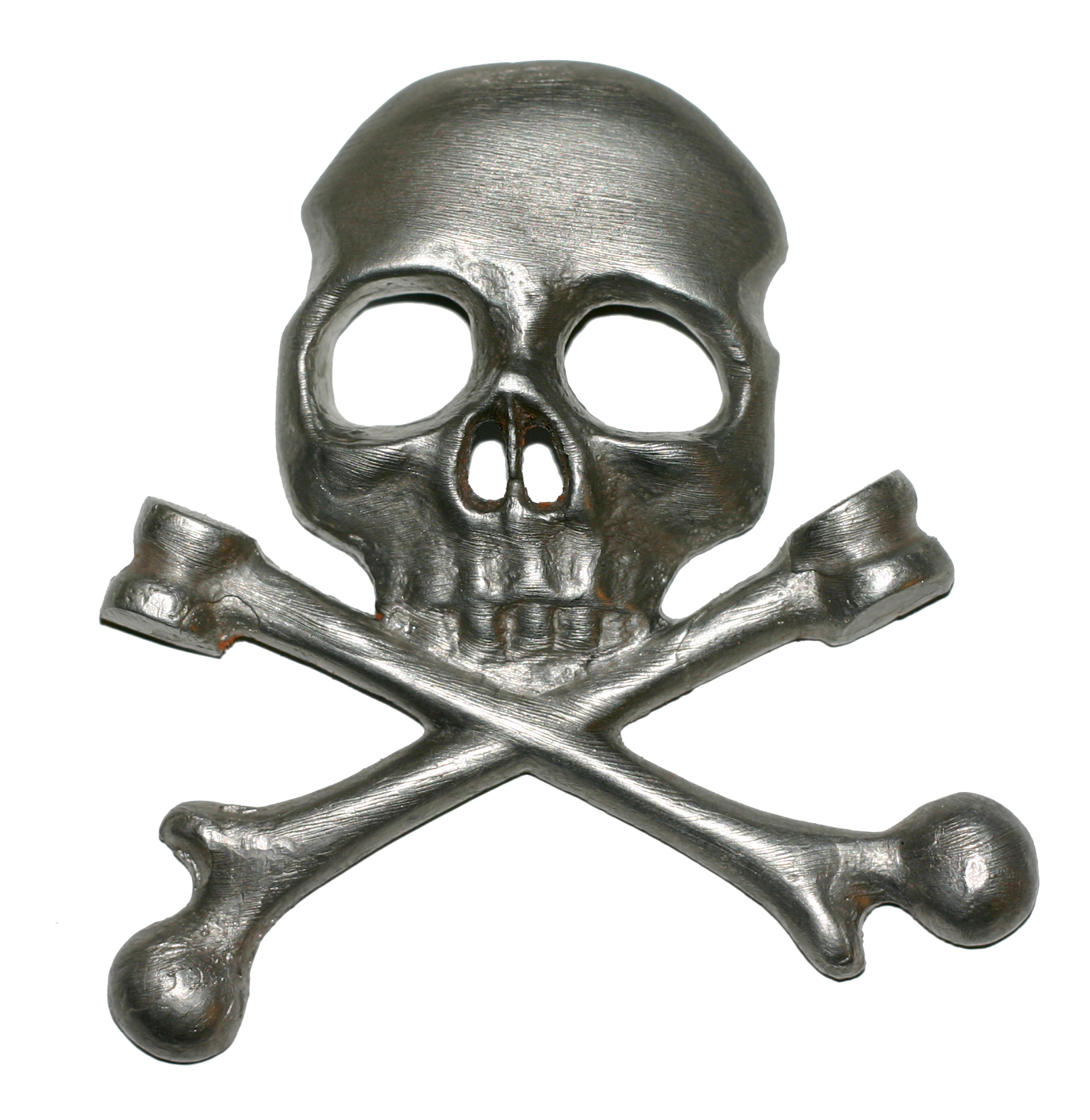
„Totenkopf” (craniu cu două oase încrucișate), simbolul Braunschweigerilor Negri

Alten a trimis Batalionul I Luneburg în față pentru a alunga din nou inamicul din satul Pireaumont, pe care infanteria din Braunschweig fusese nevoită să-l părăsească. Locotenent-colonelul von Klenke și-a îndeplinit ordinul cu determinare și a reușit nu numai să reocupe satul, dar și să îi împingă pe francezi înapoi într-o pădure de partea opusă a satului și să respingă contraatacurile ulterioare. De abia a reușit să salveze o baterie, pe care a mutat-o lângă sat. Pe măsura ce rezistența a crescut, în special în pădure, Batalionul Grubenhagen a fost trimis în sprijinul Batalionului Luneburg.
Infanteria franceză a încercat să recucerească Pireaumont. A atacat cu o forță mai mare, însă aliații aveau deja două batalioane hanovriene și două companii în sat, cu alte două batalioane din Hanovra în spate. Atacul francez a fost respins. Brigada britanică a lui Halkett, urmată de două batalioane din Braunschweig (de Gardă și I), a sosit la lanurile înalte de secară. Braunschweigerii și-au ocupat pozițiile în șanțurile de-a lungul drumului Nivelles. Câteva coloane de francezi au înaintat, așa că generalul Alten a detașat batalioanele Grubenhagen, Ducele de York și Bremen împotriva lor. Cu sprijinul artileriei lui Cleves din KGL, coloanele au fost respinse. În dreapta sa, cavaleria inamică a încercat, prin mai multe șarje, să-și croiască drum, însă fără succes. În această acțiune s-a distins locotenent-colonelul von Ramdohr din Batalionul Landwehr Luneburg. Acesta a lăsat inamicul să se apropie la 30 de pași înainte de a ordona oamenilor să se ridice din șanț și să tragă o salvă ce a respins cavaleria cu mari pierderi, câțiva soldați căzând la numai cinci-șase pași de ei.

### Cuirasierii francezi împrăștie câteva unități britanice

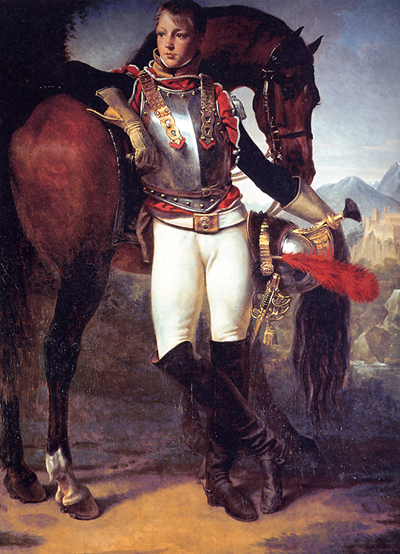
Ofițer de cuirasieri francez - Locotenentul Charles Legrand - Antoine-Jean Gros (cca. 1810)

După ce Ney a aflat de avansarea puternicului Corp I de armată spre Ligny, acesta și-a dat seama că nu mai putea dispune de întăriri, fiind astfel depășit numeric și în imposibilitatea de a zdrobi inamicul. Mareșalul a trimis brigada de cuirasieri a lui Guiton într-o ultimă încercare de a obține victoria. Cavaleria grea a șarjat cu săbiile scoase, însă fără sprijin și fără artilerie ecvestră. Regimentul 69 britanic a tras o salvă de la 30 de pași. Careul englez a fost șarjat de către Regimentul 8 Cuirasieri și străpuns. Soldatul Henry, cu ajutorul ofițerului de încartiruire Massiet, a sărit din șa și a ridicat drapelul Batalionului II al Regimentului 69 (South Lincolnshire) din brațele sublocotenentului Clarke, care fusese răpus cu 23 de lovituri de sabie. Pentru această faptă, el a primit Legiunea de onoare.
Regimentul 69 a ordonat imediat croitorilor săi să fabrice un nou drapel și a negat orice pierdere. Din păcate, Napoleon anunțase deja captura. Drapelul britanic nu a fost singurul capturat de cavaleria franceză. Generalul francez Donzelot, a capturat de asemenea un drapel olandez. Acesta, împreună cu cel britanic, a fost vândut în cele din urmă în 1909 unui ofițer englez. Drapelul olandez i-a fost adus lui W.Y. Carman în 1956 pentru identificare și l-a recunoscut a fi relicva originală. El a aranjat ca acesta să ajungă la muzeul armatei olandeze din Leiden. Acolo a fost identificat ca aparținând Batalionului 2 „Nassauche Ligte Infanterie” (Infanterie Ușoară Nassau). Numai centrul mai rămăsese atunci. Pe mătasea de un galben deschis era brodat scutul stemei Orania-Nassau. Agresivul leu încoronat se găsea pe un câmp plin de cantonamente. Coroana prezenta cinci cercuri iar zona ovală era limitată de o cunună. Rămășița nu se afla în cea mai bună condiție.
Cuirasierii au împrăștiat de asemenea și Regimentul 33 britanic. Regimentul 73 s-a panicat văzând soarta Regimentului 69 și a rupt rândurile și el, fugind către pădure. Regimentul 33 s-a reformat pe o colină și a devenit ținta unei baterii ecvestre care i-a doborât trupele cu mitralii, făcându-le să-i urmeze pe ceilalți care se retrăseseră. Regimentul 30 și-a menținut poziția. După ce cuirasierii au sosit la Quatre Bras, Wellington a reacționat imediat, formând două batalioane din Braunschweig în careuri și postându-le în apropierea intersecției. Bateria ecvestră a lui Kuhlmann se mutase în față și a deschis focul.

### Vânătorii Călare francezi produc pierderi serioase Gărzii britanice

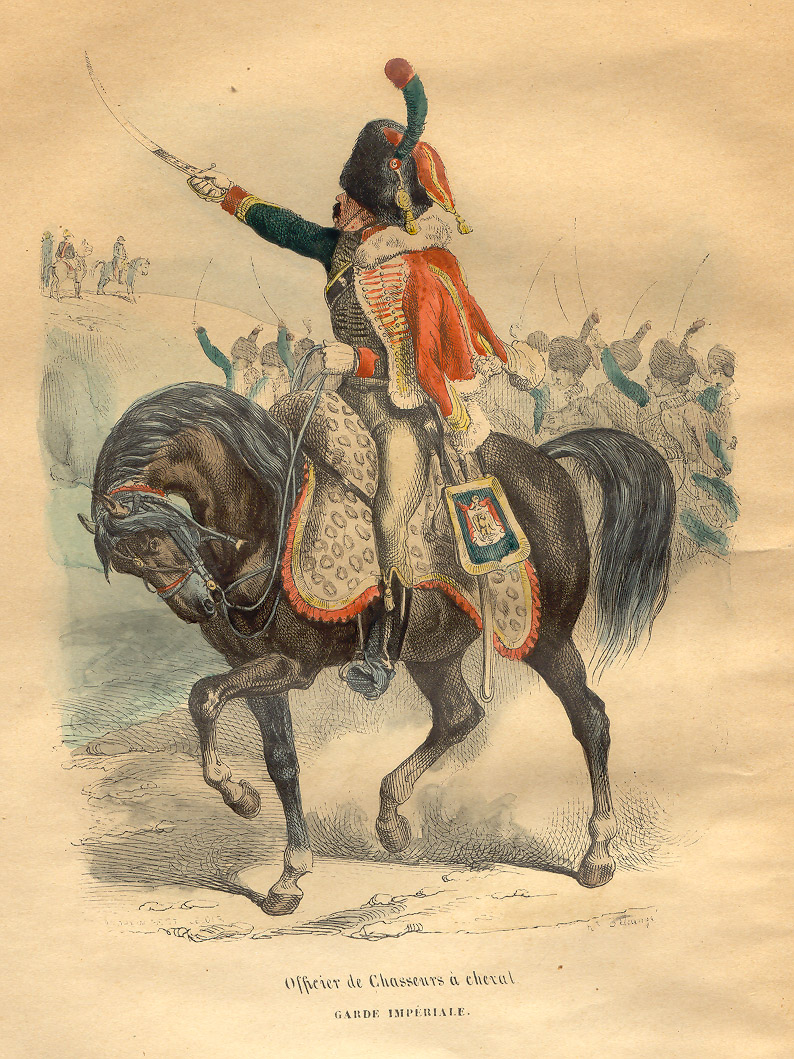
Vânător Călare francez din Garda Imperială

Garda britanică a ajuns în jurul orei 18:30. Artileria acesteia s-a dispus în spatele șanțului ocupat de Batalionul Luneburg. I-a luat aproape două ore Gărzii pentru a ajunge în partea de sud a pădurii Bossu, deoarece infanteria franceză se luptase pentru fiecare copac și fiecare tufiș din ea. De asemenea, la recucerirea terenului pierdut au participat și nassauerii. Atunci când Garda a ieșit din pădure cu rândurile dezordonate îndreptându-se spre ferma Grand Pierrepont, ea și Braunschweigerii învecinați au fost bombardați de artileria franceză, apoi atacați de lăncierii lui Piré și alungați înapoi în pădure.
Alte surse susțin faptul că atacul a fost efectuat de Regimentele 6 și 1 Vânători Călare ale lui Piré. Vânătorii îmbrăcați în verde au atacat, forțând o parte din infanteria aliată să formeze careuri. Au prins de asemenea și Garda, crema infanteriei britanice, formată în linie și în câmp deschis. Francezii au șarjat dintr-o poziție ascunsă într-o depresiune de lângă Pierrepont și au pus pe fugă Garda britanică în câteva clipe.
Vânătorii i-au doborât pe soldații din Gardă în timp ce fugeau și au provocat pierderi foarte grele. Aproximativ 500 de „tunici roșii” au fost omorâte sau rănite iar oamenii rămași s-au retras în pădurea Bossu. Infanteria franceză i-a urmărit iar voltigeurii acesteia au recucerit o parte din terenul pierdut. Între timp, Regimentul 7 Cuirasieri a atacat unul dintre batalioanele ducelui de Saxa-Weimar. Infanteriștii s-au refugiat în pădure.

### Ofensiva lui Wellington
În jurul orei 19:00 au sosit noi întăriri pentru Wellington, reprezentate de Batalioanele Ușoare 1 și 3 din Braunschweig și de cei 2 800 de nassaueri ai lui von Kruse. Wellington le-a ordonat Gărzii și diviziilor 3 și 5 să înainteze. Prințul de Orania și-a mutat trupele olandeze astfel încât să îi alunge pe francezi din pădurea Bossu. Trupele franceze depășite numeric au fost împinse înapoi. Aliații își menținuseră pozițiile pe care le ocupaseră în acea dimineață.
La căderea nopții luptele au încetat. Ofițerii care veneau de la Bruxelles puteau observa urmele bătăliei din ziua aceea: șiruri de oameni răniți și rătăciți aflați pe drum, toți căzând de acord asupra faptului că Ducele nu mai fusese niciodată atât de sever presat și nu mai avusese vreodată o atât de mare dificultate în a-și menține poziția.

## Rezultat
Ney nu prea avea ce să își reproșeze cu privire la acțiunile sale din acea zi. Aruncându-se în luptă la ora 11:00, cu numai trei divizii de infanterie și o mică forță de cavalerie, prin îndemânarea și curajul său reușise să ducă la îndeplinire misiunea ordinelor sale inițiale: îl împiedicase pe Wellington să vină în ajutorul prusacilor de-a lungul întregii zile de 16. La Ligny prusacii au luptat singuri și au fost zdrobiți. Cu toate acestea, Ney poate fi învinuit parțial în legătură cu întâmplarea în care a fost implicat Corpul de armată al lui d'Erlon. Wellington avea mai puține lucruri de care să fie mulțumit. El luptase în cea mai confuză bătălie din cariera sa militară. Statul său major îl dezamăgise groaznic cu privire la concentrarea armatei sale. Din fericire totuși, trupele sale olandeze, germane și britanice au colaborat bine împreună.
Dacă Davout, în locul lui Ney, ar fi comandat aripa stângă a lui Napoleon, nu ar fi existat nicio îndoială asupra faptului că Quatre Bras ar fi fost o victorie franceză. Chiar și Michel Ney, cel cu 13 degete, depășit numeric și foarte probabil cu handicapul unei mahmureli accentuate, a luptat până la remiză cu Wellington, provocând ceva mai multe pagube decât a suferit. Victoria la Quatre Bras ar fi schimbat soarta acelei campanii și poate a întregului război.
Wellington a raportat Quatre Bras ca fiind o victorie engleză, câștigată împotriva unor forțe superioare (de fapt Ducele s-a bucurat de un avantaj de doi la unu) și astfel a rămas în istoria britanică. În ceea ce privește mahmureala, legenda belgiană spune că Ney și statul său major s-au cazat în reședința unui demnitar belgian care era faimos pentru pivnița sa cu vinuri și pe care aceștia au explorat-o amănunțit.
La Quatre Bras mareșalul Ney a pierdut între 3 400 și 4 250 de oameni. Francezii au capturat de asemenea un drapel britanic. Ney a reușit să oprească orice forță de-a lui Wellington care încercase să meargă în ajutorul prusacilor lui Blücher. Ducele a suferit pierderi mai grele la Quatre Bras decât Ney, estimările ajungând de la aproximativ 4 800 până la 9 000 de soldați omorâți sau răniți. În ziua următoare, forțele lui Wellington au lăsat câmpul de luptă în mâinile francezilor și s-au retras.

## Generali francezi căzuți la Quatre Bras
■ Gral. Gauthier, comandant al brigăzii 1 din divizia a 9a a Corpului II.

## Mărturie
„Pierdusem destul de mulți oameni din cauza gloanțelor, ghiulelelor și acestei șarje de cavalerie. Locotenentul Carondal era mort, Gérard prizonier și mai mulți ofițeri răniți. Eu încasasem un glonte în shako; îmi zgâriase țeasta, un centimentru mai jos și m-aș fi fript. Cred și sunt convins că, dacă francezii s-ar fi încolonat și ar fi marșat hotărât înainte asupra Quatre-Bras, poziția ar fi fost luată. Englezii nu erau în linie și noi nu aveam forța de a suporta șocul. Batalionul era în curs de a se reforma. Lipseau mulți oameni. Ne reîntoarserăm, pe 16 seara, pentru a ne instala bivuacul pe drumul mare, aproape de ferma Quatre Bras. ” (Scheltens).